# 希望螈属
希望螈属（学名：Elpistostege）为希望螈科的一个属。

## 下属物种
本属包括以下物种：
- Elpistostege watsoni Westoll, 1938[2]